# Wysokie proste ustawienie główki płodu
Wysokie proste ustawienie główki płodu – sytuacja położnicza, w której główka płodu wstawia się lub wstawiła się szwem strzałkowym w wymiarze prostym płaszczyzny wchodu miednicy. Jest to nieprawidłowe ustawienie płodu związane z patologicznym mechanizmem porodowym. Występuje częściej przy nieprawidłowej budowie miednicy i przy niewspółmierności płodowo-miednicowej. Postępowanie zależy od odpowiednio wczesnego rozpoznania i oceny postępu porodu; podejmuje się próbę porodu drogami naturalnymi lub rozwiązuje się ciążę przez cięcie cesarskie.

## Epidemiologia
Wysokie proste ustawienie główki spotykane jest w 0,5–1% porodów.

## Przebieg
Na ogół możliwy jest poród drogami natury. W przypadku niestosunku porodowego może jednak dojść do dodatkowych powikłań związanych z przedłużonym porodem, z pęknięciem macicy włącznie.